# Sabéwa
Sabéwa est un village du Cameroun situé dans la Région du Nord et le département de la Bénoué. Il dépend administrativement de la commune de Ngong et de l’arrondissement de Tcheboa, et, au niveau de la chefferie traditionnelle, du lamidat de Tcheboa.

## Population
Lors du recensement de 2005, 132 habitants y ont été dénombrés.